# 9289 Балау
9289 Балау (9289 Balau; тимчасові позначення: 1981 QR3, 1988 FV1, 1994 TO3) — астероїд головного поясу, відкритий 26 серпня 1981 року.
Тіссеранів параметр щодо Юпітера — 3,359.